# Hommerts
Ne doit pas être confondu avec Hommert.
Hommerts (en frison : De Hommerts) est un village de la commune néerlandaise de Súdwest-Fryslân, situé dans la province de Frise.

## Géographie
Le village est situé dans l'ouest de la Frise, à 5 km au sud de la ville de Sneek. Il forme avec Jutrijp un village double.

## Histoire
Hommerts fait partie de la commune de Wymbritseradiel jusqu'au 1er janvier 2011, où celle-ci est supprimée et fusionnée avec Bolsward, Nijefurd, Sneek et Wûnseradiel pour former la nouvelle commune de Súdwest-Fryslân.

## Démographie
Le 1er janvier 2021, la population s'élève à 655 habitants.